# أوريانا ويلسون
أوريانا فاني ويلسون (1874 - 25 أبريل 1945) عالمة طبيعية وإنسانية بريطانية استقبلت قائد الإمبراطورية البريطانية لخدماتها خلال الحرب العالمية الأولى. كان زوجها المستكشف القطبي إدوارد أدريان ويلسون.